# Gare de Longueau
Gare de Longueau vasútállomás Franciaországban, Longueau településen.

## Vasútvonalak
Az állomást az alábbi vasútvonalak érintik:
- Párizs-Lille-vasútvonal
- Longueau–Boulogne-vasútvonal

## Kapcsolódó állomások
A vasútállomáshoz az alábbi állomások vannak a legközelebb:
- Gare d’Amiens (C10, P10)
- Gare de Boves (P10)
- Gare d’Arras
- Gare d’Ailly-sur-Noye (C10)
- Gare de Saint-Just-en-Chaussée
- Paris Gare du Nord
- Gare de Creil